# Ernst Frederik II van Saksen-Hildburghausen
Ernst Frederik II van Saksen-Hildburghausen (Hildburghausen, 17 december 1707 - aldaar, 13 augustus 1745) was van 1724 tot aan zijn dood hertog van Saksen-Hildburghausen. Hij behoorde tot de Ernestijnse linie van het huis Wettin.

## Levensloop
Ernst Frederik II was de derde, maar oudst overlevende zoon van hertog Ernst Frederik I van Saksen-Hildburghausen en diens echtgenote Sophia Albertina, dochter van graaf George Lodewijk I van Erbach-Erbach. In 1724 volgde hij zijn vader op als hertog van Saksen-Hildburghausen. Omdat hij toen nog minderjarig was, werd hij van 1724 tot 1728 onder het regentschap geplaatst van zijn moeder. Die wist door besparingsmaatregelen de intussen verhoogde belastingen te halveren.
Ernst Frederik II werd opgeleid in Jena, Genève en Utrecht en ondernam met zijn broer Lodewijk Frederik een reis naar Frankrijk, waar hij in 1722 aanwezig was bij de kroningsplechtigheid van koning Lodewijk XV. Ernst Frederik nam in 1728 de regering van het hertogdom Saksen-Hildburghausen over, een staat die ondanks het beleid van zijn moeder nog steeds hoge schulden had. Wegens geldnood m
moest hij in 1729 het gymnasium sluiten dat zijn grootvader Ernst van Saksen-Hildburghausen in 1715 had opgericht. Op voorspraak van zijn moeder gaf hij in 1730 de Joden in zijn hertogdom een bijzondere genadebeschermingsbrief, die hen uitgebreide rechten toekende. In 1732 gaf hij de Salzburgse emigranten het recht om nederzettingen te bouwen op zijn grondgebied.
Bij een reis naar het hof van keizer Karel VI in Wenen werd hij in 1733 op voorspraak van zijn oudoom Jozef Frederik benoemd tot kolonel-veldwachtmeester in het Keizerlijk Leger. In 1743 kreeg hij van keurvorst Karel Theodoor van de Palts als luitenant-generaal een eigen infanterieregiment toegewezen. Ook werd hij door keizer Karel VII Albrecht benoemd tot generaal-veldtochtmeester. 
De ziekelijke Ernst Frederik II stond hulpeloos tegenover de problemen in zijn hertogdom. De schulden van het land werden zodanig hoog dat alle overheidsovereenkomsten de rente niet meer konden dekken. In augustus 1745 stierf hij op 37-jarige leeftijd in het Slot van Hildburghausen.

## Huwelijk en nakomelingen
Op 10 juni 1726 huwde hij in Fürstenau met Carolina (1700-1758), dochter van graaf Filips Karel van Erbach-Fürstenau. Ze kregen vier kinderen:
- Ernst Frederik III Karel (1727-1780), hertog van Saksen-Hildburghausen
- Albrecht (1728-1735)
- Eugenius (1730-1795), generaal-luitenant van de Deense infanterie
- Amalia (1732-1799), huwde in 1749 met vorst Lodewijk van Hohenlohe-Neuenstein zu Oehringen